# 健康科学部
健康科学部（けんこうかがくぶ、英称：The Faculty of Health Sciences / The School of Health Sciences / The Department of Health Sciences）は、健康科学の教育研究を目的として設置される学部。
日本では1995年に私立の東海大学（現在は募集停止。後から別に健康学部を開設）、中京女子大学、兵庫大学が、1999年に公立の青森県立保健大学が、それぞれ初めて設置した。

## 概要
主として、コ・メディカルを養成する学部の名称として用いられる。

## 健康科学部を設置する大学
公立大学
- 青森県立保健大学：（看護学科，理学療法学科，社会福祉学科，栄養学科）
- 千葉県立保健医療大学：（看護学科，栄養学科，歯科衛生学科，リハビリテーション学科）

私立大学
- 北海道千歳リハビリテーション大学：（リハビリテーション学科）
- 東北福祉大学：（保健看護学科，リハビリテーション学科，医療経営管理学科）
- SBC東京医療大学：（理学療法学科，整復医療・トレーナー学科，看護学科）
- 東邦大学：（看護学科）
- 健康科学大学：（作業療法学科，理学療法学科，福祉心理学科）
- 常葉大学：（静岡理学療法学科，看護学科）
- 日本福祉大学：（リハビリテーション学科，福祉工学科）
- 新潟医療福祉大学：（健康栄養学科，健康スポーツ学科，看護学科）
- 至学館大学（旧・中京女子大学）：（健康スポーツ科学科，栄養科学科，こども健康・教育学科）
- 京都光華女子大学：（健康栄養学科，看護学科，医療福祉学科，心理学科）
- 京都橘大学：（理学療法学科，心理学科）
- 大阪青山大学：（健康栄養学科，子ども教育学科，看護学科）
- 兵庫大学：（栄養マネジメント学科，健康システム学科，看護学科）
- 畿央大学：（理学療法学科，健康栄養学科，人間環境デザイン学科，看護医療学科）
- 広島都市学園大学：（看護学科）
- 広島修道大学：（心理学科，健康栄養学科）※2017年４月～

## 健康科学部を設置する専門職大学
私立専門職大学
- 岡山医療専門職大学：（理学療法学科，作業療法学科）
- 和歌山リハビリテーション専門職大学：（リハビリテーション学科）

## 健康科学部と類似する学部名称
医療学部系
- 東海大学 健康学部：（健康マネジメント学科）
- 駒澤大学 医療健康科学部：（診療放射線技術科学科）
- 中部大学 生命健康科学部：（生命医科学科，保健看護学科，理学療法学科，作業療法学科，臨床工学科，スポーツ保健医療学科）
- 愛知淑徳大学 健康医療科学部：（医療貢献学科，スポーツ・健康医科学科）

スポーツ学部系
- 大東文化大学 スポーツ・健康科学部:（スポーツ科学科，健康科学科）
- 法政大学 スポーツ健康学部：（スポーツ健康学科）
- 流通経済大学 スポーツ健康科学部：（スポーツ健康科学科）
- 順天堂大学 スポーツ健康科学部：（スポーツ科学科，スポーツマネジメント学科，健康学科）
- 東海学園大学 スポーツ健康科学部：（スポーツ健康科学科）
- 立命館大学 スポーツ健康科学部：（スポーツ健康科学科）
- 同志社大学スポーツ健康科学部：（スポーツ健康科学科）

## 健康科学部を置く外国大学例
米州
- ブリッジポート大学（アメリカ合衆国・コネチカット州）
- オタワ大学 (カナダ)（カナダ・オタワ）
- サイモンフレーザー大学（カナダ・ブリティッシュコロンビア州）
- ブリティッシュコロンビア工科大学（カナダ・ブリティッシュコロンビア州）
- ウェスタンオンタリオ大学（カナダ・オンタリオ州・ロンドン (オンタリオ州)）

アジア
- 韓瑞大学校（韓国・忠清南道・瑞山市）

オセアニア
- ウェスタンシドニー大学（オーストラリア・ニューサウスウェールズ州）
- タスマニア大学（オーストラリア・タスマニア州）

欧州
- トロムソ大学（ノルウェー・トロムス県）
- リンショーピング大学（スウェーデン・エステルイェータランド県・リンシェーピング）
- コペンハーゲン大学（デンマーク・コペンハーゲン）
- センメルヴェイス大学（ハンガリー・ブダペスト）
- クライペダ大学（リトアニア・クライペダ）

中近東
- イスタンブール大学（トルコ・イスタンブール）
- キング・アブドゥルアズィーズ大学（サウジアラビア・マッカ州・ジッダ）

アフリカ
- ナミビア大学（ナミビア・Oshakati）
- ヨハネスブルグ大学（南アフリカ・ハウテン州・ヨハネスブルグ）